# أوتو ميتشتيتس
أوتو ميتشتيتس (بالألمانية: Otto Michtits)‏ (مواليد 20 يونيو 1928) هو ملاكم نمساوي، مثّل بلاده في الألعاب الأولمبية الصيفية 1948.

## روابط خارجية
أوتو ميتشتيتس على موقع أوليمبيديا (الإنجليزية)